# Abulfeda (cratera)
Abulfeda é uma cratera que se localiza na região montanhosa central da Lua. A nordeste está a cratera Descartes, e a sul-sudeste fica Almanon. Ao norte fica a cratera Dollond. Uma cadeia de crateras chamada Catena Abulfeda se estende entre a borda sul de Abulfeda e a borda norte de Almanon, continuando, então, por uma extensão de 210 quilômetros ao longo do Rupes Altai. A cratera foi nomeada em homenagem ao historiador curdo do século XIV Ismael Abul-fida.
Tanto o lado sul quanto o sudeste da cratera estão cobertos por diversas pequenas crateletas. A parede interna é notavelmente mais larga ao leste, e rasa e desgastada ao norte. O solo da cratera foi remoldado, tanto por dejetos do Mare Imbrium como pela lava basáltica, e é relativamente macio e sem características importantes. A cratera tem falta de uma emergência central no ponto-médio, a qual pode ter sido enterrada. Os lados internos parecem ter sido de alguma forma amaciados, muito provavelmente como resultado de bombardeamentos menores e tremores sísmicos de outros impactos na vizinhança.

## Crateras-Satélite
Por  convenção essas formações são identificadas em mapas lunares por posicionamento da letra no local do ponto médio da cratera que é mais próximo de Abulfeda.
| Abulfeda | Latitude | Longitude | Diâmetro |
| -------- | -------- | --------- | -------- |
| A        | 16.4° S  | 10.8° E   | 14 km    |
| B        | 14.5° S  | 16.4° E   | 15 km    |
| BA       | 14.6° S  | 16.8° E   | 13 km    |
| C        | 12.8° S  | 10.9° E   | 17 km    |
| D        | 13.2° S  | 9.5° E    | 20 km    |
| E        | 16.7° S  | 10.2° E   | 6 km     |
| F        | 16.2° S  | 13.0° E   | 13 km    |
| G        | 13.1° S  | 9.0° E    | 7 km     |
| H        | 13.8° S  | 9.6° E    | 5 km     |
| J        | 15.5° S  | 10.0° E   | 5 km     |
| K        | 14.9° S  | 10.6° E   | 10 km    |
| L        | 14.1° S  | 10.7° E   | 5 km     |
| M        | 16.2° S  | 12.1° E   | 10 km    |
| N        | 15.1° S  | 12.2° E   | 14 km    |
| O        | 15.4° S  | 11.2° E   | 7 km     |
| P        | 15.5° S  | 11.5° E   | 5 km     |
| Q        | 12.8° S  | 12.3° E   | 3 km     |
| R        | 12.8° S  | 13.0° E   | 7 km     |
| S        | 12.2° S  | 13.3° E   | 5 km     |
| T        | 14.8° S  | 13.8° E   | 7 km     |
| U        | 13.0° S  | 13.8° E   | 6 km     |
| W        | 12.5° S  | 13.9° E   | 5 km     |
| X        | 15.0° S  | 14.0° E   | 6 km     |
| Y        | 12.8° S  | 14.1° E   | 5 km     |
| Z        | 14.7° S  | 15.2° E   | 5 km     |

### Obras em língua portuguesa
- Freitas Mourão, Ronaldo Rogério de (2008). Dicionário Enciclopédico de Astronomia e Astronáutica. Lexicon. ISBN 9788586368356

### Obras em língua inglesa
- Andersson, L. E.; Whitaker, E. A., (1982). NASA Catalogue of Lunar Nomenclature. [S.l.]: NASA RP-1097
- Blue, Jennifer (25 de julho de 2007). «Gazetteer of Planetary Nomenclature». USGS. Consultado em 5 de agosto de 2007
- B. Bussey; P. Spudis (2004). The Clementine Atlas of the Moon. New York: Cambridge University Press. ISBN 0-521-81528-2
- Cocks, Elijah E.; Cocks, Josiah C. (1995). Who's Who on the Moon: A Biographical Dictionary of Lunar Nomenclature. [S.l.]: Tudor Publishers. ISBN 0-936389-27-3
- McDowell, Jonathan (15 de julho de 2007). Lunar Nomenclature (Relatório). Jonathan's Space Report. Consultado em 24 de outubro de 2007
- Menzel, D. H.; Minnaert, M.; Levin, B.; Dollfus, A.; Bell, B. (1971). «Report on Lunar Nomenclature by The Working Group of Commission 17 of the IAU». Space Science Reviews. 12. 136 páginas
- Moore, Patrick (2001). On the Moon. [S.l.]: Sterling Publishing Co. ISBN 0-304-35469-4
- Price, Fred W. (1988). The Moon Observer's Handbook. [S.l.]: Cambridge University Press. ISBN 0521335000
- Rükl, Antonín (1990). Atlas of the Moon. [S.l.]: Kalmbach Books. ISBN 0-913135-17-8
- Webb, Rev. T. W. (1962). Celestial Objects for Common Telescopes 6th revision ed. [S.l.]: Dover. ISBN 0-486-20917-2
- Whitaker, Ewen A. (1999). Mapping and Naming the Moon. [S.l.]: Cambridge University Press. ISBN 0-521-62248-4
- Wlasuk, Peter T. (2000). Observing the Moon. [S.l.]: Springer. ISBN 1852331933